# هنري دو جوفنيل
هنري دو جوفينيل (بالفرنسية:Henry de Jouvenel)، رابع مفوض سامي فرنسي على سوريا و لبنان إبان الإنتداب الفرنسي للمنطقة، وأول مدني يتولى هذا المنصب، تولى مسؤولياته في 23 ديسمبر 1925 واستمر حتى 23 يونيو 1926. وهو صحافي ورجل سياسة فرنسي ولد في العام 5 أبريل 1876 وتوفي في 5 أكتوبر 1935.

## في فرنسا
تولّى منصب مدير عام وزارة التجارة الفرنسية في العام 1905، وبعد ذلك انخرط في العمل الصحافي وأصبح رئيسا لتحرير صحيفة (لوماتان - LE MATIN)، حيث تعرّف على زوجته الثانية (كوليت - Colette) وتزوجها في 19 ديسمبر من العام 1912 وأنجبا فتاة تدعى بيل-غازو BEL-GAZOU، ولهنري دوجوفينيل ولد يدعى رينو RENAUD من عشيقته الأولى إيزابيلا. كما أنه كان متزوجا قبل كوليت بزوجته الأولى التي تُدعى Claire Boas وله منها Bertrand de Jouvenel. 
في العام 1914 وإبان الحرب العالمية الأولى، التحق بالجيش الفرنسي وقاتل في منطقة فردان VERDUN، بعد الحرب بدأ العمل السياسي كسيناتور (عضو في مجلس الشيوخ) من العام 1921 واستمر كذلك حتى العام 1933. في العام 1924 تم تعيينه وزيرا للتعليم العام والفنون الجميلة. في العام 1925 تم تعيينه مفوضا ساميا فرنسيا على لبنان و سوريا.
في العام 1923 واجه مشاكلا مع زوجته الثانية وانفصلا عام 1925.
اُختير كأول رئيس للإتحاد الفرنسي للمغتربين من العام 1927 إلى العام 1935. في العام 1932 شغل منصب سفير فرنسا في إيطاليا وبقي في هذا المنصب حتى العام 1933. عام 1934 تم تعيينه وزيرا لفرنسا لما وراء البحار. كما تم تعيينه مندوبا لفرنسا مرات عديدة في عصبة الأمم.

## المفوض السامي

### في لبنان
شهدت ولايته ولادة الدستور اللبناني بصيغته النهائية التي صوّت عليها المجلس التمثيلي بالإجماع في تمام الساعة الواحدة والنصف من صباح 23 أيار 1926.
في اليوم الثاني من وصوله إلى لبنان ألقى كلمة مقتضبة في ساحة البرج في بيروت أعلن فيها المبدأ الأساسي الذي ستقوم عليه سياسته إذ قال: «السلام لمن يريد السلام، والحرب لمن يريد الحرب».

### في سوريا
على الصعيد العسكري طلب دو جوفنيل إمدادات عسكرية من حكومته مما سمح له بحصر الثورة في مناطق معينة، ثم إنه عمل على تحسين العلاقات مع تركيا ليمنع أي تواطؤ بين السوريين والأتراك. فوقع بالحروف الأولى مع حكومة انقرة في 18 شباط 1926 اتفاقية صداقة وحسن جوار.
جاء دو جوفينيل إلى سوريا بعد الأحداث الدامية فيها، فقام بإجراء انتخابات عامة لتشكيل مجلس تمثيلي من جميع المحافظات، كما أجرى انتخابات منفصلة لدولة العلويين.
قرر الزعماء السياسيين مقاطعة الانتخابات احتجاجاً على هذا الإجراء الذي يتضمن الاعتراف بفصل منطقة العلويين عن الدولة السورية، فأصدر دي جوفنيل أوامره باعتقال عدد كبير منهم وسجنهم في قلعة جزيرة أرواد، وكان بينهم جميل مردم بك.
حاول جوفينيل بعد التفاوض مع رجال السياسة السوريين التوصل إلى اتفاق على غرار الإتفاق البريطاني- العراقي، ولكن جهوده اصطدمت بمعارضة الرئيس الفرنسي ريمون بوانكاريه، وإزاء هذه المعارضة استقال دي جوفنيل في تموز 1926. فخلفه هنري بونسو.